# برنيل هولمسجارد
برنيل هولمسجارد (بالدنماركية: Pernille Holst Holmsgaard)‏ مواليد 6 سبتمبر 1984، هي لاعبة كرة يد دانمركية تلعب كظهير أيسر. مثلت منتخب الدنمارك لكرة اليد للسيدات. شاركت في دورة الألعاب الأولمبية الصيفية سنة 2012. حققت المركز الثالث في بطولة العالم لكرة اليد للسيدات 2013.

## سجل المنافسة
شاركت في البطولات التالية:
- الألعاب الأولمبية الصيفية 2012
- بطولة العالم لكرة اليد للسيدات 2011
- بطولة العالم لكرة اليد للسيدات 2013
- بطولة العالم لكرة اليد للسيدات 2015
- بطولة أوروبا لكرة اليد للسيدات 2010
- بطولة أوروبا لكرة اليد للسيدات 2012
- بطولة أوروبا لكرة اليد للسيدات 2014

## الميداليات
| الميدالية | المسابقة                            |
| --------- | ----------------------------------- |
| برونزية   | بطولة العالم لكرة اليد للسيدات 2013 |

## روابط خارجية
- برنيل هولمسجارد على موقع الاتحاد الأوروبي لكرة اليد (الإنجليزية)
- برنيل هولمسجارد على موقع أوليمبيديا (الإنجليزية)